# ابراهیموو (شهرستان کوشنارنکوفسکی، باشقیرستان)
ابراهیموو (انگلیسی: Ibragimovo, Kushnarenkovsky District, Republic of Bashkortostan) یک شهرک در شهرستان کوشنارنکوفسکی جمهوری باشقیرستان در کشور روسیه است.